# Советское фото
«Сове́тское фо́то» («Фотография» с 1992 г.) — советский, затем российский ежемесячный иллюстрированный журнал, издание Союза журналистов СССР. Был основан в 1926 году советским журналистом Михаилом Кольцовым, при помощи бывших журнальных работников, редакторов журнала «Фотографические новости», издаваемого в период с 1906 по 1918 годы в Санкт-Петербурге, учёных и профессоров Ермилова Николая Евграфовича и Срезневского Вячеслава Измайловича. Прекратил издаваться в 1997 году.

## История
Выпуск журнала был начат в Москве в акционерном издательстве «Огонёк», преобразованном в 1931 году в «Журнально-газетное объединение». Перерыв в издании — 1942—1956 годы.
Журнал был рассчитан на любителей и профессионалов фото- и киноискусства. На его страницах публиковались работы советских и иностранных фотохудожников, а также статьи по теории, практике и истории фотографии. В 1976 году тираж журнала достигал 240 тысяч экземпляров. В том же году был награждён орденом «Знак Почёта». К 1981 году численность редакции составляла 25 человек, тираж в начале 1980-х достиг 245 тысяч. Затем началось снижение тиража — до 100 тысяч к началу 1990-х.
В конце 1990 года, сменив О. В. Суслову, главным редактором журнала стал Г. М. Чудаков, работавший до этого момента заместителем главного редактора. Он оставался на этой должности вплоть до прекращения выпуска журнала в 1997 году. С 1992 года журнал стал называться «Фотография». В феврале 1996 года в редакции произошёл пожар, в котором были уничтожены архивы, библиотека, лаборатория и работы, подготовленные к юбилейной выставке в честь 70-летия журнала. После пожара редакция журнала переехала с Малой Лубянки в Дом на набережной, где в тот момент размещался Дом российской прессы.
В последние годы существования журнала был существенно сокращён тираж (до 5 тысяч в 1997 году) и штат редакции, несмотря на обновленные в 1996 году дизайн, верстку и переход на качественную печать на мелованной бумаге. После сокращения штата немногие оставшиеся журналисты публиковали статьи сразу под несколькими псевдонимами. Прекратил печататься в середине 1997 года.
В 2016 году в Москве в музейно-выставочном центре «Рабочий и колхозница» прошла выставка «Советское фото — 90 лет!», на которой было объявлено о возобновлении выхода журнала в печатной версии под названием «Фотография» при поддержке Союза журналистов России.